# 蛇瓜
蛇瓜，别名蛇豆、蛇丝瓜（学名：Trichosanthes cucumerina subsp. anguina）为栝楼属瓜叶栝楼之下的一个亚种。  原产于印度，马来西亚，广泛分布于东南亚和澳大利亚，在西非、加勒比等热带地区也有栽培，富含维生素和碳水化合物，略带臭味。

## 外部連結
- 蛇瓜 Shegua （页面存档备份，存于） 藥用植物圖像數據庫 (香港浸會大學中醫藥學院) （中文）（英文）